# Tramwaje w Krefeld
Tramwaje w Krefeld – system komunikacji tramwajowej działający w niemieckim mieście Krefeld.

## Historia
Pierwsze tramwaje na ulice Krefeld wyjechały 1 listopada 1900 i kursowały na trasie Saumstraße–Heideckstraße. W wyniku ciągłej rozbudowy w 1909 w Krefeld istniało 11 linii tramwajowych. W 1911 w mieście było 58,1 km tras, 79,8 km linii. W latach 1929–1930 rozbudowano sieć tramwajową. Po II wojnie światowej, w 1945, uruchomiono kilka linii, a do 1949 wszystkie. W 1952 zamknięto pierwszą trasę tramwajową. W 1962 postanowiono zachować cztery linie, a pozostałe zlikwidować. Sieć tramwajowa zmniejszyła się z 82,7 do 43,2 km. W latach 1970–1975 otwarto nową linię z Bockum Kirche do Bockum Friedhof/Verberger Straße, a następnie wydłużono do Gartenstadt/Traarer Straße. W latach 1979–1982 wybudowano trasę od Gartenstadt do Elfrath.

## Linie
W Krefeld są 4 linie:
| numer linii | trasa                                          |
| ----------- | ---------------------------------------------- |
| 041         | Fischeln – Krefeld Hbf – Tönisvorst – St.Tönis |
| 042         | Edelstahlwerk Tor 3 – Krefeld Hbf – Elfrath    |
| 043         | Tackheide – Krefeld Hbf – Bockum – Uerdingen   |
| 044         | Rheinhafen – Linn – Krefeld Hbf – Hüls         |

Dodatkowo do przystanku Rheinstrasse dojeżdża linia U76/U70 z Düsseldorfu.

## Tabor
W 1911 do obsługi sieci tramwajowej posiadano 77 wagonów silnikowych i 67 doczepnych. W latach 1923–1924 zakupiono 30 dwuosiowych tramwajów. W 1964 zakupiono tramwaje 6GTW. W 1982 zakupiono dwukierunkowe tramwaje M8C. W 2007 podpisano umowę na dostawę 19 tramwajów Bombardier Flexity Outlook. Pierwszy z nich dotarł do Krefeld jesienią 2009. Tramwaje są pięcioczłonowe, dwukierunkowe o długości 30 m i 2,3 m szerokości, posiadają 52 miejsca siedzące i 106 stojących. W związku z dostawami nowych tramwajów sprzedano 10 tramwajów Düwag GT8 do Grudziądza. Obecnie w eksploatacji jest 39 tramwajów:
- 20 wagonów M8C
- 19 wagonów Flexity Outlook